# ピンポントリックショット
『ピンポントリックショット』（Ping Pong Trick Shot）はシムス開発、スターサイン発売のアクションパズルゲーム。形の異なるステージ、異なる条件でピンポン玉をカップインさせるシンプルなルール。続編に『ピンポントリックショット2』、『スーパーピンポントリックショット』、『ピンポントリックショットエボリューション』がある。

## シリーズ
ピンポントリックショット
英：Ping Pong Trick Shot
ニンテンドー3DS用のゲームソフトとして、 2015年7月8日、 2016年9月1日、 2016年10月20日より発売。
CERO：A（全年齢対象）、ESRB：E（Everyone）、PEGI：3 、USK：0（全年齢対象）
ピンポントリックショット2
英：Ping Pong Trick Shot 2
ニンテンドー3DS用のゲームソフトとして、 2014年11月5日、 2017年4月20日より発売。
CERO：A（全年齢対象）
スーパーピンポントリックショット
英：Super Ping Pong Trick Shot
Nintendo Switch用のゲームソフトとして 2017年7月13日、 2017年10月19日より発売。
CERO：A（全年齢対象）
ピンポントリックショットエボリューション
英：Ping Pong Trick Shot EVOLUTION
Nintendo Switch用のゲームソフトとして 2019年1月31日、 2019年2月5日より発売。
CERO：A（全年齢対象）
Steamからも 2019年3月19日に発売された。

## 評価
『ピンポントリックショット2』はファミ通クロスレビューでは6、6、6、5の23点。レビュアーはシンプルなルールや、カップにピンポン玉が入ったときの感覚、2種類の操作方法に合ったステージを賞賛したが、失敗しても1度終わるまで中断できない、正解がわかるとミスしないように目押しするのがメインとなる、正解がわかっていてもうまく操作できず解いた喜びよりもストレスが上回るとした。
『スーパーピンポントリックショット』はNintendo World Reportでは6/10のスコアでマルチプレイ機能、多数のステージやミッションなどによって意外なほど楽しめたと賞賛、Joy-Conの片方しか使用ができないことやProコントローラーが対応していない、繰り返すゲームプレイ、浅いメカニクスを批判した。